# Гомологія (хімія)
У хімії гомологія - це поява гомологів. Гомолог — це сполука, що належить до серії сполук, які відрізняються одна від одної повторюваною одиницею, такою як метиленовий міст −CH
2−, залишок пептиду тощо.
Гомолог є окремим випадком аналога. Прикладами є алкани та сполуки з алкільними бічними ланцюгами різної довжини (повторюваною одиницею є метиленова група -CH2-).

## Періодична таблиця
У періодичній таблиці гомологічні елементи мають багато спільних електрохімічних властивостей і знаходяться в одній групі таблиці. Наприклад, усі благородні гази є безбарвними, одноатомними газами з дуже низькою реакційною здатністю. Ці подібності зумовлені подібною структурою їхніх зовнішніх оболонок валентних електронів. Менделєєв використовував префікс ека- для невідомого елемента нижче відомого в тій же групі.

## Дивіться також
- Гомологічні ряди
- Структурний аналог
- Конженер